# Dany Dauberson
Dany Dauberson (Creusot, 16 de janeiro de 1925 - Marselha, 16 de março de 1979) foi uma cantora e actriz francesa.
Em 1956, Dany Dauberson representou a França no primeiro Festival Eurovisão da Canção com a canção "Il est là" (Ele está aqui). Naquela altura, o festival foi emitido essencialmente via rádio, e apenas o vencedor foi revelado (a Suíça).